# John Badcock
John Charles „Felix” Badcock (ur. 17 stycznia 1903 w West Ham, zm. 29 maja 1976 w Petersfield) – brytyjski wioślarz, dwukrotny medalista olimpijski.
Kształcił się w Merchant Taylors' School.
Wystąpił na igrzyskach olimpijskich w Amsterdamie w 1928, gdzie Brytyjczycy w składzie: Jamie Hamilton, Guy Oliver Nickalls, John Badcock, Donald Gollan, Harold Lane, Gordon Killick, Jack Beresford, Harold West i Arthur Sulley (sternik) zdobyli srebrny medal w ósemkach. W finale o 2,4 sekundy wyprzedziła ich reprezentacja USA. Brał też udział w igrzyskach olimpijskich w Los Angeles w 1932, wspólnie z Jackiem Beresfordem, Hugh Edwardsem i Rowlandem George'em zwyciężając w czwórkach bez sternika. W finale o 4,8 sekundy wyprzedzili Niemców i o 5,8 sekundy Włochów.
Jego żona, Joyce Cooper była medalistką olimpijską w pływaniu. Ich synowie także byli wioślarzami.